# Riachão do Bacamarte
Pour les articles homonymes, voir Riachão.
Riachão do Bacamarte est une ville brésilienne de l'est de l'État de la Paraíba.
Sa population était estimée à 4 172 habitants en 2007. La municipalité s'étend sur 38 km2.